# 이승기의 수상 및 후보 목록

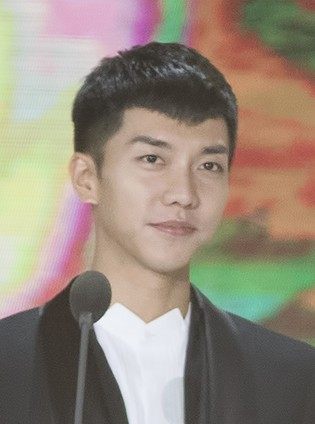
2018년 제32회 골든 디스크 어워드에서 이승기

다음은 대한민국의 가수이자 배우 이승기의 수상 목록이다.

## 2004
- 제6회 《Mnet/KM Musicvideo Festival》 남자 솔로 부문 신인상
- 제15회 《서울가요대상》 신인 가수상
- 《SBS 가요대전》 솔로 부문 신인상
- 《MBC 10대 가수 가요제》 남자 부문 신인상
- 《MBC 방송연예대상》 가수 부문 특별상

## 2006
- 제8회 《Mnet/KM Music Festival》 발라드 음악상
- 제23회 《Korea Best Dresser Awards》 가수 부문상
- 《SBS 가요대전》 본상

## 2007
- 제9회 《Mnet/KM Music Festival》 남자 가수상

## 2008
- 제15회 《대한민국연예예술대상》 남자 발라드 가수상
- 《KBS 연예대상》 최고 인기상

## 2009
- 《동국대학교》 총장공로상
- 제3회 《Mnet 20's Choice》 Hot 드라마 스타 남자 부문
- 2009 한국광고주대회 광고주의 밤 시상식 광고주가 뽑은 좋은 모델상
- 제24회 《골든 디스크》 디지털 음원 부문 본상
- 《SBS 연예대상》 네티즌 최고 인기상
- 《SBS 연기대상》 베스트 커플상
- 《SBS 연기대상》 10대 스타상
- 《SBS 연기대상》 특별기획 부문 남자 연기상

## 2010
- SBS 2009 하반기 프로그램 평가 심의 - TV부문 진행자상 (특별상)
- 제46회 《백상예술대상》 TV부문 하이원리조트 남자인기상
- 제5회 《서울 드라마 어워즈》 네티즌이 뽑은 인기배우상
- 2010 한국광고주대회 광고주의 밤 시상식 광고주가 뽑은 좋은 모델상 (2년 연속)
- 제25회 《골든 디스크》 디지털 음원 부문 본상
- 제2회 《멜론 뮤직 어워드》 TOP 10
- 제2회 《멜론 뮤직 어워드》 OST 부문 스페셜상
- 《KBS 연예대상》 쇼오락 MC부문 남자 최우수상
- 《SBS 연예대상》 네티즌 최고 인기상
- 《SBS 연예대상》 최우수상
- 《SBS 연기대상》 베스트 커플상
- 《SBS 연기대상》 10대 스타상
- 《SBS 연기대상》 드라마스페셜 부문 남자 우수연기상

## 2011
- 2011 콘텐츠 한마음 신년 인사회 《문화체육관광부》 한류 유공자 문화부장관 표창
- 제 48회 저축의 날 저축 유공자 대통령 표창
- 《KBS 연예대상》 대상 (1박2일 팀)
- 《SBS 연예대상》 네티즌 최고 인기상
- 《SBS 연예대상》 토크쇼 부문 최우수상

## 2012
- 제21회 《하이원 서울가요대상》 본상
- 제21회 《하이원 서울가요대상》 하이원 인기상
- 제1회 《가온 차트 K-POP 어워드》 올해의 가수상 음원부문 10월

## 2013
- 제22회 《하이원 서울가요대상》 본상
- 제22회 《하이원 서울가요대상》 인기상
- 제2회 《가온 차트 K-POP 어워드》 올해의 가수상 음원부문 12월
- 제15회 《Mnet 아시안 뮤직 어워드》 베스트 보컬 퍼포먼스 남자 솔로
- 《MBC 연기대상》 베스트 커플상
- 《MBC 연기대상》 남자 인기상
- 《MBC 연기대상》 미니시리즈부문 남자 최우수연기상

## 2014
- 제7회 서울노인영화제 예의바른 청년상
- 《대한민국 대중문화예술상》문화체육부장관 표창
- 제2회 홍콩 아시아 레인보우 TV 어워즈 남우 주연상 <구가의 서>[1]

## 2015
- 제1회 《한국 영화를 빛낸 스타상》 인기 스타상

## 2017
- 제2회 《아시아 아티스트 어워드》 베스트 웰컴상

## 2018
- 제10회 《대한민국 봉사대상》 2018 대한민국 봉사대상
- 제3회 《아시아 아티스트 어워드》 올해의 아티스트상 배우 부문
- 제3회 《아시아 아티스트 어워드》 베스트 파퓰러상 배우 부문
- 《SBS 연예대상》 대상 <집사부일체>

## 2019
- 《SBS 연예대상》 프로듀서상 <집사부일체, 리틀포레스트>
- 《SBS 연예대상》 베스트 팀워크상 <집사부일체>
- 《SBS 연기대상》 미니시리즈 부문 남자 최우수연기상 <배가본드>
- 《SBS 연기대상》 베스트 커플상 (with 배수지) <배가본드>

## 2020
- 한국소비자포럼 《2020 올해의 브랜드 대상》 <올해의 멀티테이너 남자>
- 《SBS 연예대상》 핫 스타상 <집사부일체>

## 2021
- 제35회 골든디스크 시상식 베스트 발라드상
- 제57회 백상예술대상 TV부문 남자예능상
- 제6회 아시아 아티스트 어워즈 올해의 배우상
- SBS 연예대상 《올해의 예능인상》
- SBS 연예대상 《프로듀서상》

## 2022
- KBS 연기대상 베스트커플상 (with 이세영)
- KBS 연기대상 대상 이승기

## 2023
- 제35회 한국 PD대상 탤런트 부문 출연자상

## 가요 프로그램 1위
| 연도   | 수상 내역 |
| ------ | --- |
| 2004년 | - 내 여자라니까 - 8월 22일 SBS 《인기가요》 뮤티즌송 |
| 2006년 | - 하기 힘든 말 - 3월 2일 M.net 《엠카운트다운》 1위 - 3월 30일 M.net 《엠카운트다운》 1위 - 4월 2일 SBS 《인기가요》 뮤티즌송 - 제발 - 9월 28일 M.net 《엠카운트다운》 1위 - 10월 1일 SBS 《인기가요》 뮤티즌송 - 10월 12일 M.net 《엠카운트다운》 1위 |
| 2007년 | - 착한 거짓말 - 9월 13일 M.net 《엠카운트다운》 1위 - 9월 16일 SBS 《인기가요》 뮤티즌송 |
| 2008년 | - 다 줄거야 - 4월 24일 M.net 《엠카운트다운》 1위 - 4월 25일 KBS 《뮤직뱅크》 K-Chart 1위 (4월 통합 차트) |
| 2009년 | - 우리 헤어지자 - 10월 4일 SBS 《인기가요》 뮤티즌송 - 10월 11일 SBS 《인기가요》 뮤티즌송 |
| 2011년 | - 친구잖아 - 11월 20일 SBS 《인기가요》 뮤티즌송 |
| 2012년 | - 되돌리다 - 11월 29일 M.net 《엠카운트다운》 1위 - 12월 6일 M.net 《엠카운트다운》 1위 - 12월 7일 KBS 《뮤직뱅크》 K-Chart 1위 - 12월 13일 M.net 《엠카운트다운》 1위 (트리플 크라운)                                                                 |